# كريستوف لي رو
كريستوف لي رو (7 مارس 1969 بلوريان في فرنسا - ) (بالفرنسية: Christophe Le Roux)‏ هو لاعب كرة قدم فرنسي في مركز الوسط. شارك مع منتخب بريتاني لكرة القدم. أما مع النوادي، فقد لعب مع ستاد رين ونادي غانغون ونادي فان ونادي لوريان ونادي نانت.

## وصلات خارجية
- كريستوف لي رو على موقع قاعدة بيانات كرة القدم.إي يو (الإنجليزية)
- كريستوف لي رو على موقع ليكيب (الفرنسية)